# 上田まりえ
上田 まりえ（うえだ まりえ、1986年9月29日 - ）は、日本の女性マルチタレント。元日本テレビアナウンサー。

## 来歴
鳥取県境港市出身。実家は、元イカ釣り漁船の網元。海に囲まれた場所で生まれ育った。境港市立渡小学校、境港市立第三中学校、鳥取県立米子東高等学校、専修大学文学部日本語日本文学科日本文学文化専攻卒業。早稲田大学大学院スポーツ科学研究科修士課程1年制修了。

### 幼少期〜学生時代
3歳からピアノを習う。絶対音感を持ち、中学2年時に市のコンクールで優勝しオーケストラと競演した。音大に進もうと考えた事もある。
小学校で放送委員会に入り、アナウンサーを志した。放送委員会の校内放送では、台本原稿作成、インタビュアー、編集作業、校内アナウンスと1人4役をこなした。中学校ではソフトテニス部、高校では剣道部・放送部に在籍。2004年の高校野球鳥取大会、秋季中国大会（いずれも米子市民球場）でウグイス嬢を務めた。野球ファンになったのは、好きな男子が野球部で、中学時代に観た鳥取県立八頭高等学校のプレーがきっかけ。
中学生時に、境港市交流事業で中華人民共和国吉林省を経て、河南省地元大学生と折り紙での文化交流後、北京を訪問。
2008年、専修大学アナウンス専門職養成講座「アナウンサーへの道」を第1期生として受講、同講座初のアナウンサーとなった。日テレ学院等のアナウンススクール も受講し、同年に日テレイベントコンパニオンを経験。
2009年に行われた専修大学の学園祭（創立130年「鳳祭」）にて、卒業生である小堺一機を招いたトークライブが行われた際にその司会を務めた。

### 日本テレビに入社
同年4月、アナウンサーとして入社。同期には辻岡義堂がいた。
2014年4月に、とっとりふるさと大使に就任。

### マルチタレントに転身
2016年1月末で日本テレビを退社し、2月1日付で松竹芸能所属のマルチタレントに転向。12月22日、アシスタントとしてレギュラー出演している『5時に夢中!』（TOKYO MX）で、社会人野球選手の竹内大助（トヨタ自動車所属、現在は引退し慶應義塾体育会野球部助監督）との婚約を報告。2017年2月1日、婚姻届を提出。同年4月8日よりNHK BS1にて、『ワールドスポーツMLB』の土曜・日曜のキャスターを務める。
2018年、早稲田大学大学院スポーツ科学研究科に合格。12月17日、アスリートのマネジメントをはじめとするスポーツ関連事業を手掛ける「ドゥ・ストレート株式会社」を設立したことを発表。
2019年2月18日から、アシスタントを務める『5時に夢中!』を体調不良のため欠席。同月25日、医師の判断を踏まえ、『5時に夢中!』への出演を当面休むことが発表された。19年3月末で降板だったが、体調不良のため2月18日から病欠になり復帰なく降板。3月28日VTRで降板挨拶。
同年3月31日をもって所属している松竹芸能との契約を終了し、4月からは個人で活動する。
2019年3月26日、早稲田大学大学院スポーツ科学研究科修士課程1年制を修了。

### 個人で活動を開始
2019年4月から2021年3月まで『なな→きゅう』（文化放送）で、月 - 木曜のパーソナリティーを担当した。
2020年3月17日にYouTube上原浩治公式チャンネル「上原浩治の雑談魂」で公開された動画のゲストとして登場。それ以降、日本に上原が滞在する際、スケジュールの都合が付いた時にはMCを担当していた。2024年8月9日、自らの申し出により同チャンネルを降板したことを報告した。
2025年2月13日、歌手としてデビュー予定。

## 人物

### 趣味・特技
- 趣味は野球（左利きのため左投げ左打ち）、ミニ四駆。大学時代週3回、下宿近くの稲田堤にあるバッティングセンターに通い詰めていた[6]。高校2年生の頃から福岡ダイエーホークスのファン[28]。高校時代の愛読書は『週刊ベースボール』[9]、『報知高校野球』[9]。『月刊ホークス』は毎日通学カバンに忍ばせていた[28]。また高校生時代から野球グッズ収集も趣味で、集めた野球関連書籍は400冊を超える[29][出典無効][30]。
- 特技は剣道（初段）、野球のスコア記録[6]。

## 出演番組
太字は出演中

### 日本テレビアナウンサー時代
- CAPTAIN!TV（2009年10月 - 2010年9月）
- 君に届け（「キミトド」ナビゲーター、2009年10月6日 - 2010年3月30日）
- 笑点（「アナウンサー大喜利」解答者、2011年1月9日）
- テレアナランド（ラジオ日本、2011年1月28日「担当番組について」、及び2011年2月4日「野球について」）
- 君に届け 2ND SEASON（「シリトド」ナビゲーター、2011年1月4日 - 3月29日）
- Oha!4 NEWS LIVE（日テレNEWS24（CS）制作：月曜・火曜メインキャスター、2010年3月29日 - 2011年9月27日）
- ちはやふる（「ちはやHOO!」ナビゲーター、2011年10月4日 - 2012年3月27日）
- 天才!!カンパニー（2011年4月2日 - 2012年3月31日）
- アナどきっ!（2012年4月13日 - 6月）
- NNNニュースサンデー（2012年4月1日 - 9月30日）
- ハッピーMusic（ナレーション、2012年11月30日 - 2013年3月29日）
- キューピッドは芸能人 タカトシのラブカ〜恋が生まれる運命のカード〜（ナレーション、2013年1月8日 - 2月26日）
- スッキリ!!（水曜日「ランキング探偵」→木曜日「おにゅーッス」 2010年9月15日 - 期間不明）
- 快脳!マジかるハテナ（ナレーション 2012年10月25日 - 2013年8月15日）
- イブニングプレス donna（木曜担当 2012年4月2日 - 2013年12月19日）※2013年3月までは水曜
- PON!（水曜日 - 金曜日のアシスタント、2014年10月2日 - 2015年10月2日）
  - 2011年1月31日 - 2月4日にも杉上佐智枝の代理として出演
- ボウリング革命 P★League（実況・レポーター、2012年6月 - 2016年1月）
- 真相報道 バンキシャ!（ニュースコーナー、2013年6月2日 - 2015年12月27日）
- 月曜から夜ふかし（VTRのみ、不定期）

### フリーランス後
- 昼間っから激論バラエティ 胸いっぱいサミット!（2016年2月6日、関西テレビ）
- クイズプレゼンバラエティー Qさま!!（2016年2月29日、4月11日、4月18日、テレビ朝日）
- ナカイの窓（2016年3月2日、日本テレビ）
- ダウンタウンDX（2016年3月17日、読売テレビ）
- ネプリーグ（2016年3月21日、5月23日、フジテレビ）
- ヒルナンデス!（2016年3月28日、4月11日、5月9日、5月23日、日本テレビ）
- 世界の怖い夜!（2016年3月30日、TBSテレビ）
- 今夜くらべてみました（2016年5月10日、7月12日、日本テレビ）
- さまぁ〜ずの神ギ問（2016年5月13日、フジテレビ）
- アリよりのアリ〜理想の男女をビジュアル化〜（2016年6月7日、TBSテレビ）
- キスマイ魔ジック（2016年6月21日、テレビ朝日）
- 田中みな実 あったかタイム（2016年6月25日、7月2日、TBSラジオ）
- 志村けん聞録〜のんびり出会い旅・静岡編〜（2016年7月31日、テレビ朝日）
- ヤッホー!SPECIAL 宮根誠司のNEXT SAN-IN（2016年9月3日、山陰中央テレビ）
- めちゃ×2イケてるッ!（2016年9月10日、フジテレビ）
- 中居正広のミになる図書館（2016年9月27日、テレビ朝日）
- ボクらの時代（2016年11月27日、フジテレビ）
- 伊集院光とらじおと（2016年4月12日 - 2017年9月26日、TBSラジオ） - 火曜日アシスタント[31]
- 5時に夢中!（2016年4月4日 - 2019年2月14日、TOKYO MX） - 月〜木曜日アシスタント[32][33]
  - 19年2月18日から体調不良のため病欠になり、3月6日に3月末で降板との発表があった。3月28日VTRで降板挨拶。
- ワールドスポーツMLB（2017,18年度）→ワースポ×MLB（2019年度 - ）（2017年4月8日 - 2019年11月2日、NHK BS1） - 土・日曜日担当キャスター
- バラいろダンディ（2018年8月21日、TOKYO MX）代打アシスタント
- 生たまごBang!「米東 勝手に応援MAP」（2019年3月20日、山陰放送）
- 山陰放送開局65周年記念番組「ガイドさんは外国人 フォーリンLOVE 山陰ツアーズ」（2019年10月13日、山陰放送、JNN中四国ブロック6局ネット番組）
- ロボッツ ロッカールーム（2020年2月 - 2020年4月、 茨城放送）[34]
- なな→きゅう（2019年4月1日 - 2021年3月25日 、文化放送） - 月〜木曜パーソナリティー[25]
- インテリア日和（テレビ東京） - ナレーション
- マネジメントのすゝめ（2022年4月13日 - 、ラジオNIKKEI第1）
- One（2025年2月12日 - 、日本海テレビ）

## 出演

### 劇場アニメ
- 神在月のこども（2021年10月8日、イオンエンターテイメント） - アナウンサー 役[35]

## 連載
- 『Adonis』上田まりえのアナウンサー日記（専修大学校友会）

## 同期
- 辻岡義堂